# 埃尔林·瑟伦森
埃尔林·瑟伦森（丹麥語：Erling Sørensen，1920年10月29日—2002年10月10日），丹麦男子足球运动员，场上位置是中场。他曾代表丹麦国奥队参加1948年夏季奥林匹克运动会足球比赛，获得一枚铜牌。